# Klepaczka (powiat częstochowski)
Klepaczka – wieś sołecka w Polsce położona w województwie śląskim, w powiecie częstochowskim, w gminie Starcza.

## Historia
Od XVI w. tereny te znajdowały się w granicach I Rzeczypospolitej, w powiecie lelowskim, województwa krakowskiego. Wieś pojawia się w księgach parafii św. Jana Chrzciciela w Poczesnej w 1631 roku. Do 1793 roku była to wieś królewska w kluczu Poczesna w starostwie olsztyńskim. W czasach Sejmu Czteroletniego w Klepaczce znajdowało się 6 domów i 27 mieszkańców. Po II rozbiorze w 1793 roku Klepaczka znajdowała się w zaborze pruskim. W latach 1807–1815 wchodziła w granice Księstwa Warszawskiego, a od 1815 w Królestwie Polskim. Znajdowała się w powiecie wieluńskim, województwie kaliskim, a od 1845 roku w guberni warszawskiej. Wieś i folwark Klepaczka wchodziły w skład dóbr rządowych ekonomii Poczesna, jednej z pięciu w regionie częstochowskim. W 1854 roku wieś miała powierzchnię 252 mórg, a folwark 444 mórg. Od 1867 roku należała do gminy Rększowice z siedzibą w Hutkach, w powiecie częstochowskim, w guberni piotrkowskiej. W okresie międzywojennym wieś znajdowała się w gminie Rększowice, w powiecie częstochowskim w województwie kieleckim. W 1933 roku była zamieszkana przez 147 osób. W okresie III Rzeszy sołectwa gminy Rększowice włączono do powiatu Blachownia z siedzibą w Ostrowach, w rejencji opolskiej, w pruskiej prowincji Śląsk, a od 1941 roku prowincji Górny Śląsk. Po II wojnie światowej wieś znajdowała się w gminie Rększowice, w powiecie częstochowskim, w województwie kieleckim, a od 1950 roku w województwie katowickim. W latach 1952–1954 wieś znajdowała się w gminie Kamienica Polska. W latach 1954–1973 wieś znajdowała się w gromadzie Starcza. Następnie w latach 1974–1991 znajdowała się w gminie Kamienica Polska, w powiecie częstochowskim, w województwie katowickim, a od 1975 roku w województwie częstochowskim. Od stycznia 1992 roku znajduje się w gminie Starcza, w województwie częstochowskim, a od 1999 roku w powiecie częstochowskim w województwie śląskim.
We wsi znajduje się dom zbudowany z cegły ceramicznej sprzed 1939 roku.
Wieś podlegała parafii św. Jana Chrzciciela w Poczesnej. Od 1911 roku podlega parafii NMP Częstochowskiej w Starczy.